# ترکو
ترکو ترکو (ترکو به معنای ترک آب است )ترکو یاترکاب نام روستایی است که در ۳۰ کیلومتری شهرستان هفتکل در استان خوزستان قرار دارد ده کوچکی از دهستان رود زرد است که در بخش جانکی گرمسیر شهرستان اهواز و ۲۰ هزارگزی باختر باغملک و ۴ هزارگزی شمال راه اتومبیل رو باغملک به هفتکل واقع است و ۲۰ نفرسکنه دارد که اهالی این روستا به دامپروری و کشاورزی مشغول هستند ترکو دارای زیستگاه حیوانات گوناگون از جمله پلنگ ،خرس،کَل،بزکوهی،گرگ،روباه و شغال و ...وهمچنین  پرندگانی از قبیل عقاب،شاهین ،تُهی کبگ و...پرندگان در این طبیعت زندگی میکنند ودارای اقلیم گرم وخشک که شامل درختانی خود رو از جمله  درخت کنار،بید،ودرختانی شامل انجیر،بادام که رویش آن هادرمنطقه ی کوهستانی واقع در شمال این روستا قرار دارد اهالی روستای ترکو از سادات حسینی آقا میری هستند که جد این سادات بزرگ واقع در دهدشت وروستای آنان ده  بَر آفتاب است واهالی وتیره های دیگر این  سادات در شهرهای مختلف ایران از جمله هفتکل ،ایذه ،دهدز، باغملک،اندیکا،مسجدسلیمان  و،اهواز، یاسوج و دیگر شهرهای ایران سکونت دارند سادات حسینی طایفه ای بزرگ وشناخته شده  در قومیت ایرانی است که دارای مردمانی بزرگ وبا اصالت و شجاع هستند سادات حسینی یک تیره از طایفه اورک هستند